# هرمان هيسه
هيرمان هسه (بالألمانية: Hermann Hesse) ولد في كالف في ألمانيا في 2 يوليو 1877 وتوفي في مونتانيولا تيسن عام 9 أغسطس 1962؛ وهو كاتب سويسري من أصل ألماني، عاش بداية شبابه مع عائلته المحافظة وجوها المدافع عن البروتستانتية بشكل مفرط؛ وكان هذا السبب الذي دفعه للهرب والاستقلال عن السلطة العائلية والاعتماد على نفسه والانخراط في مجال العمل وبشكل قاسي، حيث بدأ عمله ساعاتيا ثم بائع كتب في مكتبة، بعدها اتخذ التأليف والكتابة منهجا في حياته وعمله، وتزوج ثلاث مرات.
على الرغم من أن توجهه الأدبي في بادئ الأمر كان صوب الشعر إلا أنه في ما بعد ألف روايات فلسفية عديدة ومتنوعة؛ وكان يغلب على بعض الروايات طابع التفكر العقائدي المتشكك مثل رواية دميان؛ وحصل على جائزة نوبل في الأدب عام 1946

## حياته
كان هرمان متمردا بطبيعته ٬ يميل إلى الخيال ٬ ويتمسك بكل فكرة واردته٬ ويكون لنفسه عالما خاصا به ٬ يتفق وميوله.وقد تمرد أول ما تمرد على البيت وجوه الصارم ٬ ثم تمرد بعد ذلك على المدرسة.فقد دفعه والده إلى المدرسة اللاتينية (المدرسة الاولية)في كالف فبقى فيها أربع سنوات حتى عام 1890 .ثم انتقل بعد ذلك إلى جمنازيوم (المدرسة الثانوية) جوبنجن.يقول هرمان هيسه عن المدرسة في ذلك الوقت «لم أجد طوال الاعوام الثمانية التي قضيتها في المدرسة الا مدرسا واحد فقط احسست تجاهه بالحب والامتنان» كانت المدرسة في نظره هي العدو الذي يهجم عليه ويريد ان يفسد عليه حياته وموهبته. كان يريد أن يندمج في الطبيعة وان يندمج في كائناتها ليفهم حديث الزهور والحشرات والفراشات ٬ويتأمل الشجرة وهي تنمو والحيوان وهو يكبر ويعيش الطبيعة.
بداهرمان يعالج الشعر وقد كتب عن ذلك يقول:«لقد تبينت بوضوح عندما بلغت الثالثة عشرة من عمرى اننى أما انا أصبح شاعرا أديبا أو لا أصبح لا شيئا على الإطلاق»
وبعدما تمعق نفور هرمان من الدراسة وخروجه من المصحة النفسية التي كان بها وفيها بلغت أزمته مداها «أحساس بالعزلة رفض للدين رفض التقاليد رفض للدنيا» وبعدما فشلت التجربة الثانية التي عقبت خروجه من المصحة، صرف الاب النظر عن الدراسة ووجه إبنه إلى العمل فعمل في ورشة لتصليح الساعات من عام 1894 إلى عام 1895 ٬ الغريب أن هرمان هدأت نفسه في هذا العمل وتمكن من التغلب على مشاكله وعقده٬وعرف السبيل إلى الخلاص. وفي أكتوبر من عام 1895 انتقل هرمان إلى توبنجن للعمل في مكتبة بها.
ولكن ركز أكثر جهده على القراءة وتثقيف نفسه وتطوير اسلوبه ومفاهيمه الفلسفية والجمالية. وبعدها ترك الوظيفة وحصل على وظيفة مشابهة في بازل. وفي بازل اتصل بالمؤرخ فاكر ناجل وعرفه بعدد من رجال الفكر. في مارس من عام 1901 سافر إلى إيطاليا للمرة الأولى.

### طفولته

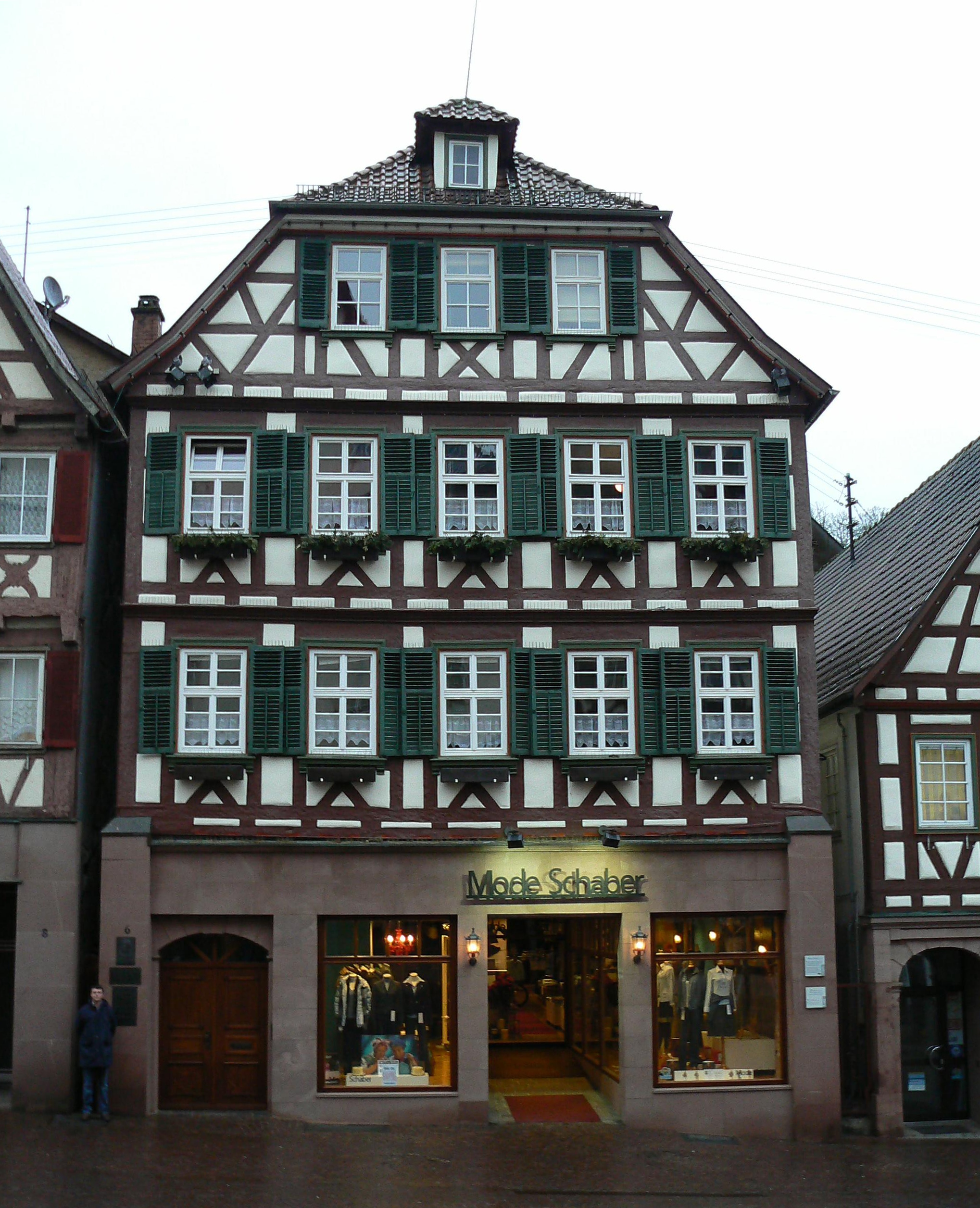
البيت الذي ولد فيه هيسه (2007)

ولد هرمان هسه في الثاني من يوليو من العام 1877 في بلدة كالف التي تقع في شمال الغابة السوداء في مملكة فورتمبيرغ في تلك الفترة، تربى هرمان هسه على النزعة التقوية، وأظهر علامات أكتئاب خطيرة في السنوات الأولى من حياته. خدم والديه في الهند في بعثة تحت رعاية بعثة بازل، وهي جمعية تبشيرية مسيحية بروتستانتية، أمه «ماريا جندرت» ولدت في بعثة مماثلة في الهند في عام 1842، وصفت ماريا طفولتها بأنها لم تكن سعيدة، مثلها في ذلك المبشرين في تلك الفترة، وعندما بلغت الرابعة تركها والديها في أوروبا وذهبا في بعثة تبشيرية إلى الهند.
والد جم
```
هسه «يوهانس هسه» ولد في عام 1847 في بلدة 
بايده
 الإستونية لوالد طبيب، وينتمي يوهانس هسه إلى الأقلية الألمانية في منطقة 
بحر البلطيق
 التي كانت حينها جزءً من 
الإمبراطورية الروسية
، وبالتالي فابنه هرمان كان عند الولادة مواطناً في الإمبراطورية الروسية 
والألمانية
 أيضاً.
[
4
]
 كان لهسه خمسة أشقاء، اثنين منهم توفوا في سن الطفولة، وفي عام 1873 انتقلت عائلة هسه إلى كالف حيث عمل والده هناك في دار نشر كالف، وهي دار نشر متخصصة في النصوص اللاهوتية والكتب المدرسية، حيث كان جد هسه «هرمان جندرت» يدير دار النشر في ذلك الوقت.
```

في مجموعته (Gerbersau) يصف هرمان هسه بعض التجارب من طفولته وشبابه في كالف، في تلك المدينة كان جسر سانت نيكولاس المكان المفضل لهسه في كالف، ولهذا اختار النحات كورت تاسوتي ذلك المكان ليضع فيه نصب تذكاري لهسه.

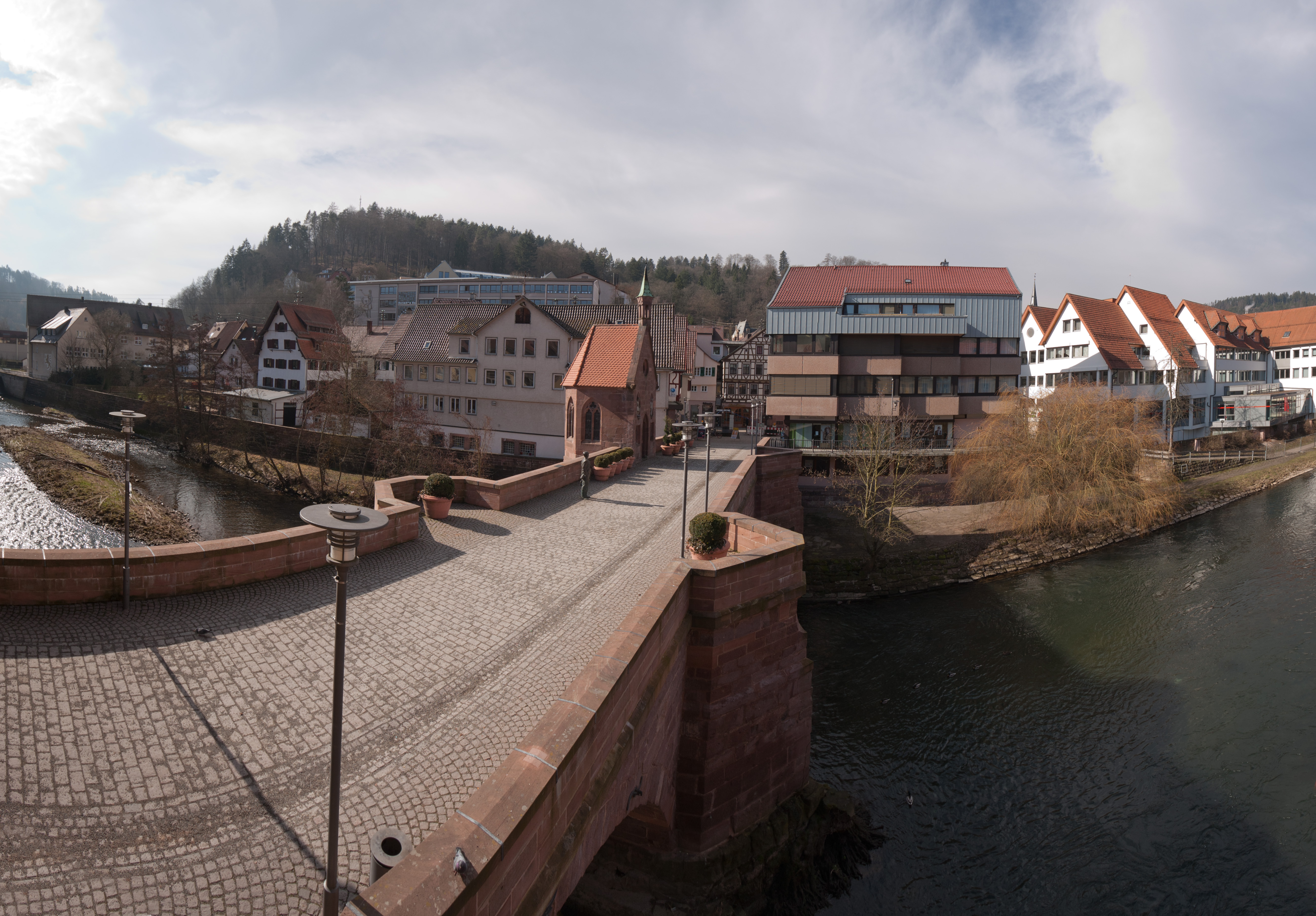
جسر سانت نيكولاس، من الأماكن المفضلة لهيسه أثناء طفولته في كالف

هرمان جندرت، وهو جد هرمان هسه، شجعه على القراءة وأتاح إليه الوصول إلى مكتبته الخاصة، التي كانت مليئه بأعمال من الأدب العالمي. كل ذلك غرس فيه شعور بالانتماء إلى العالم. وشارك هسه حب الموسيقى مع والدته ماريا، وكانت الموسيقى إضافة إلى الشعر لهما مكانة في بيت عائلته، حيث كانت والدته تكتب الشعر، وكان والده معروف بكتابة الخطب وغيرها من الكتابات الدينية. أما عن قدوته الأولى ليصبح فناناً فقد كان أخيه غير الشقيق «ثيو» الذي تحدى عائلته المتدينة بالتحاقه بمعهد موسيقي في 1885. أظهر هسه مبكراً موهبته الشعرية، وفي 1889-1890 قرر أن يصبح كاتباً.

### التعليم
في عام 1881 انتقلت عائلة هسه إلى بازل في سويسرا وكان يبلغ من العمر آنذاك أربعة أعوام، واستقرت العائلة هناك لمدة ست سنوات ثم عادت إلى كالف. بعد الالتحاق الناجح لهسه في المدرسة اللاتينية في مدينة جوبنجن، انضم إلى المدرسة الإنجيلية اللاهوتية في دير ماولبرون في خريف عام 1891، وكغيره من التلاميذ في تلك المدرسة فقد عاش ودرس في الدير التي تعتبر من الأفضل في ألمانيا، مع فترة 41 ساعة في الإسبوع من الحصص الدراسية. في الأشهر الأولى في أبلى هسه بلاءً حسناً، واستمتع بإقامته هناك خاصة استمتع بكتابة المقالات وترجمة الشعر الكلاسيكي الإغريقي إلى الألمانية. إلا أنه في أثناء إقامته في ماولبرن ظهرت عليه آثار أزمة نفسية خطيرة، وفي مارس 1892 أظهر هسه شخصيته المتمردة فهرب من المدرسة ووجد لاحقاً في حقل، بعد ذلك بدأ هسه رحلة يتنقل فيها بين المؤسسات والمدارس وشهدت تلك الفترة صراعات بينه وبين والديه، وفي مايو من نفس العام، بعد محاولته للانتحار، قضى وقتاً في باد بول تحت رعاية اللاهوتي كريستوف فريدرش بلومهاردت. في وقت لاحق تم وضعه في مصحة عقلية في كيرنين إم ريمستال، ومن ثم في بازل. في عام 1893 التحق بمدرسة تقع الآن في شتوتغارت واتم تعليمه فيها في نفس العام. وفي العام نفسه بدأ الخروج مع رفاق يكبروه سناً حملوه على التدخين وتعاطي الخمور.
بعد ذلك بدأ هسه العمل في مكتبة في إسلينجن ام نيكار، لكنه استقال بعد ثلاثة أيام. ومن ثم في بدايات صيف عام 1894 امتهن هسه لمد أربعة عشر شهراً العمل الميكانيكي في مصنع ساعات في مدينة كالف. ومن ثم في أكتوبر من العام 1895 بدأ العمل مع بائع كتب من توبنجن. هذه التجربة من شبابه، وخصوصاً الوقت الذي قضاه ماولبرن، استلهم منها هسه لاحقاً في كتابته لرواية «تحت الدولاب» (1906).

### هسه الكاتب

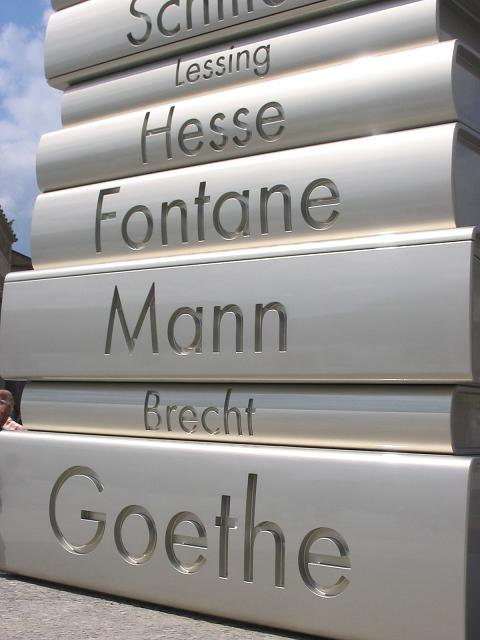
اسم هيسه منحوت بين أسماء أدباء ألمان متميزين على مدى تاريخ الأدب الألماني في برلين

في 17 أكتوبر من العام 1895 بدأ هسه العمل في مكتبة في توبنجن، احتوت على كتب متخصصة في اللاهوت وفقه اللغة والقانون. كانت مهام هسه في المكتبة تنظيم وأرشفة الكتب، وحتى مع انتهاء فترة عمله المتكونه من 12 ساعة، فإن هسه لم يترك المكتبة وكان يقضي فترات طويلة بين الكتب. درس الكتب اللاهوتية الموجودة في المكتبة ومن ثم لاحقاً قرأ لكتاب ألمانيون كبار مثل غوته وشيلر وليسنج ودرس كذلك الميثولوجيا الإغريقية. وفي عام 1895 بدأ قراءة مؤلفات نيتشه، الذي كانت لفلسفته تأثير كبير على معظم روايات هسه.
بحلول عام 1898م كان لهسه دخل مقبول مكنه من الاستقلال المالي عن والديه، وفي تلك الفترة ركز هسه على أعمال الرومانسيين الألمان خاصة أعمال كلمنس فون برنتانو وجوزيف فرايهر فون أيشندورف وفريدرش هولدرلين ونوفاليس. وفي رسالة إلى والديه كتب هسه أن «أخلاقيات الفنان يمكن استبدالها بالجماليات»، مما يدل على تأثره بالفكر الرومانسي.
في عام 1896 ظهرت قصيدته «مادونا» (Madonna) في مجلة فيينا. وفي الخريف أصدر مجلد صغير من الأشعار والأغاني الرومانسية تحت عنوان «قصائد رومانسية» ()، وكان ذلك أول مجلد يُنشر له. وفي عام 1897 تلقى رسالة من هيلين فويت التي أُعجبت بأحد قصائده المنشوره، في السنة المقبلة تزوجت هيلين فويت من ناشر صغير، والذي وافق على نشر مجموعة من قصائد هسه لإرضاء زوجته، حملت المجموعة عنوان «ساعة بعد منتصف الليل» (1898، وتؤرخ كذلك إلى عام 1899). ولكن العمل باء بالفشل على الصعيد التجاري فلم يُطبع سوى مرة واحدة فقط وبيع بصورة بطيئة، وحتى عمله الآخر «قصائد رومانسية» لم يلق النجاح فمن أصل 600 نسخة مطبوعة في غضون عامين من نشره لم يباع منه سوى 54 نسخة، إضافة إلى ذلك فقد تعرض هسه لصدمة كبيرة عندما شعر بالرفض من امه عندما استنكرت قصائده الرومانسية.
بدأً من خريف عام عمل هسه في متجر لبيع الكتب والتحف القديمة في بازل. وفي عام 1900 تم إعفاء هيس من الخدمة العسكرية الإلزامية بسبب الاضطرابات العصبية التي يصاب بها والصداع المستمر.
في عام 1901 قام هسه برحلة إلى إيطاليا وهو ما كان يحلم به منذ وقت طويل، وفي العام نفسه قام بتغيير عمله في بازل، وفي نفس العام أيضاً حصل هسه على فرص لنشر قصائده وأعماله الأدبية في المجلات، ووافق مالك متجر الكتب الذي بدأ يعمل عنده منذ أن غير وظيفته على نشر عمله (Hermann Lauscher). وفي عام 1902 توفيت والدته بعد صراع طويل ومؤلم مع المرض، ولم يقدر هسه على حضور الجنازة خوفاً من أن ذلك سيزيد من اكتئابه.
بسبب الإستقبال الجيد الذي حُظي به عمله السابق (Hermann Lauscher) اهتم الناشر صمويل فيشر بهسه، بعد ذلك مع إنهاء هسه لروايته «بيتر كامينتسيند»، التي ظهرت أولاً قبل النشر في عام 1903، وافق فيشر على نشر الرواية وظهرت طباعة في عام 1904، الرواية أصبحت شعبية جداً في ألمانيا، وجلبت الشهرة لهسه ومكنته من كسب العيش ككاتب، وأشاد بها سيجموند فرويد واعتبرها واحدة من الروايات المفضلة لديه.

### بين بحيرة كونستانس والهند

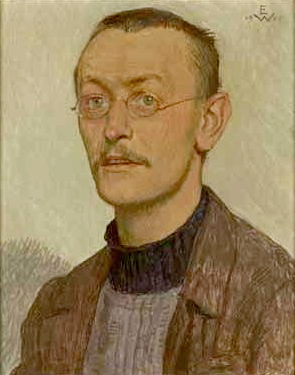
هرمان هيسه من قبل إرنست فورتنبيرجر (1905)

مع شهرة هيسه الأدبية تزوج في عام 1904م ماريا برونولي (ترجع أصولها إلى عائلة برونولي المشهورة بعلماء الرياضيات)، استقر مع زوجته في بلدة جاينهوفن على بحيرة كونستانس، وأسس عائلة من ثلاثة أبناء. على ضفاف بحيرة كونستانس ألف هسه روايته الثانية «تحت الدولاب» والتي نشرت في عام 1906م. لاحقاً كتب هيسه عدداً من القصص القصيرة والقصائد.
روايته المقبلة «جرترود» التي نُشرت في عام 1910م كشفت عن وجود أزمة في الإنتاج الأدبي، حيث أن هيسه كافح من أجل إنهائها. وفي عام 1904م بدأت الأفكار الفلسفية لآرثر شوبنهاور تحظى لاهتمام هيسه من جديد، وإضافة لدراسته التصوف، كل ذلك سبب اهتمام هيسه بالبوذية والهند.
خلال هذه الفترة لم ينسجم هيسه مع زوجته ماريا، وغادر في عام 1911م لرحلة طويلة إلى سري لانكا وإندونيسيا وزار سومطرة وكذلك بورنيو وبورما، إلا أنه على عكس توقعاته لم يجد الإلهام الروحي والديني الذي كان يبحث عنه في هذه الرحلة، وعلى الرغم من ذلك فقد تركت هذه الرحلة انطباعاً قويا في أعماله الأدبية. ومن ثم بعد عودته في عام 1912 انتقل وأسرته إلى برن في سويسرا، ولكن تغيير مكان الإقامة لا يمكن أن يحل مشاكل الزواج كما صرح هو في روايته «روسهالده» التي نُشرت في عام 1914م.

### أثناء الحرب العالمية الأولى
عند اندلاع الحرب العالمية الأولى تطوع هيسه للمشاركة في الحرب مع الجيش الإمبراطوري، قائلاً أنه لا يستطيع أن يجلس بجانب الموقد الدافئ بينما مؤلفون آخرون يموتون على خطوط القتال. إلا أنه لم يكن مؤهلاً ليشارك بالقتال، عوضاً عن ذلك وكلت إليه مهمة رعاية أسرى الحرب.
وفي 8 مارس 1916 أصاب هيسه حزن عميق بوفاة والده، وضاعف ذلك إصابة ابنه مارتن بمرض خطير، وأيضاً تعرض زوجته لانفصام في الشخصية. كل ذلك اضطر هيسه إلى ترك الخدمة العسكرية والعودة إلى تلقي العلاج النفسي والذي كان سبب لقائه بكارل يونغ شخصياً. خلال ثلاثة أسابيع في شهري سبتمبر وأكتوبر من العام 1917 كتب هيسه روايته الشهيرة «دميان» والتي ستنشر في عام 1919 بعد الهدنة وانتهاء الحرب تحت الاسم المستعار «إميل زنكلير».

### بعد الحرب

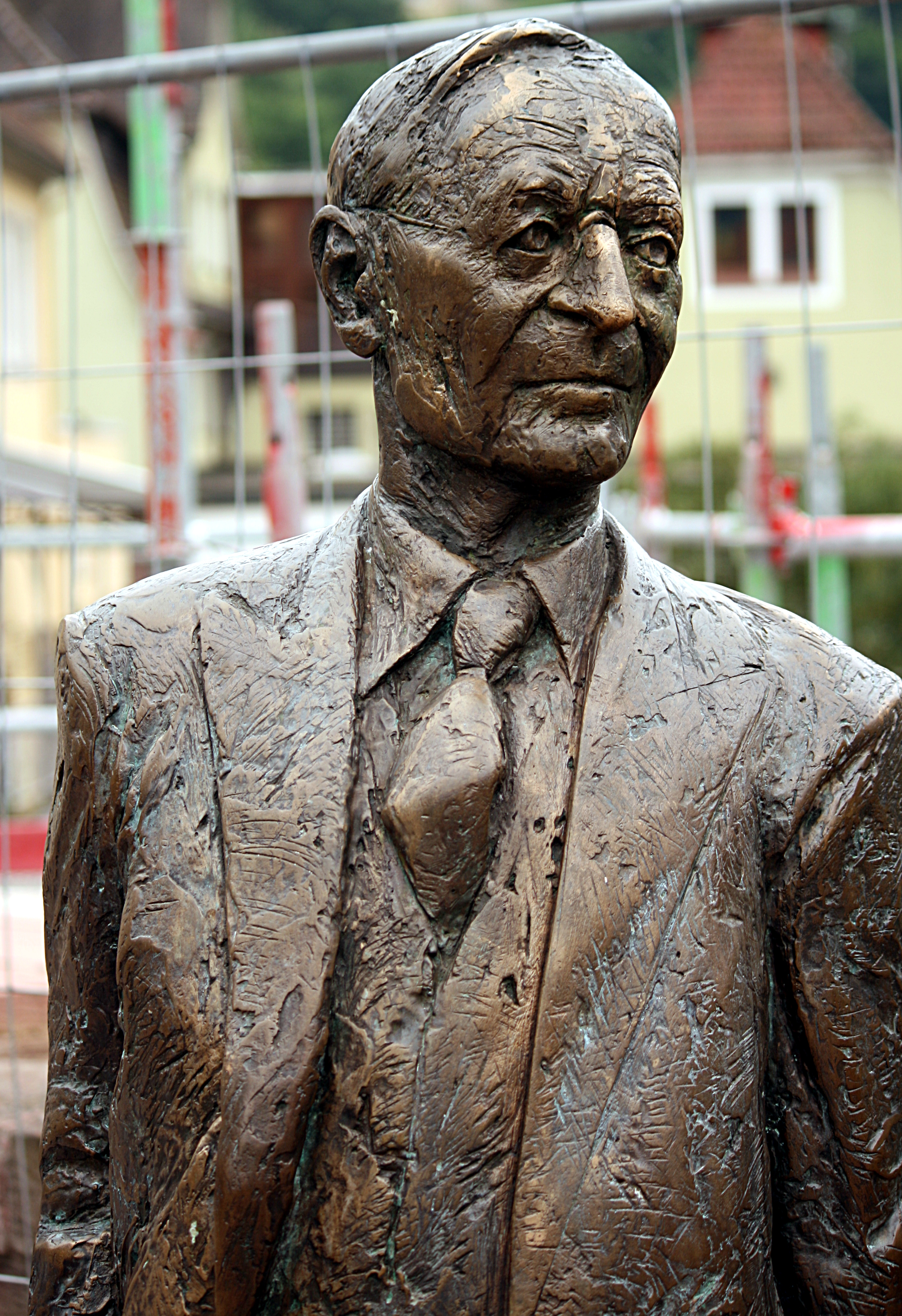
تمثال لهرمان هيسه في كالف

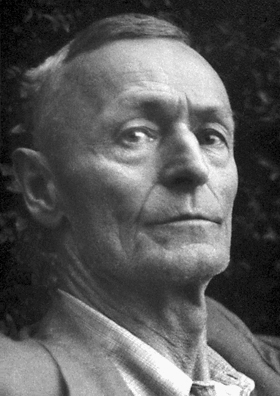
هرمان هيسه في 1946

بحلول الوقت الذي عاد فيه هيسه إلى حياته المدنية العادية في 1919 كان زواجه محطماً، حيث أن زوجته تعرضت لسلسلة من الأمراض النفسية وحتى بعد شفائها فلم يرى هيسه مستقبلاً معها، وتحطمت عائلته حيث تم تقسيم منزل العائلة في برن، وأولادهم استقبلوا من قبل أقاربهم. أما بالنسبة لهيسه فقد استقر بمفرده بداية من منتصف شهر أبريل من العام نفسه في كانتون تيسينو في سويسرا، وعاش هناك في بيت مزرعة بالقرب من مينوسيو في الفترة من 15 أبريل إلى 11 مايو. وفي 11 مايو انتقل إلى بلدة مونتاجنولا واستأجر هناك أربع غرف صغيرة في مبنى أشبه في شكله بالقلعة، يعرف المبنى باسم كازا كاموزي، وهناك كتب هيسه عمله الضخم «كلينجزور في صيفه الأخير» الذي نُشر في عام 1920، هذه البداية الجديدة في محيط جديد جلبت لهيسه السعادة، وفي وقت لاحق وصف هذه الفترة من حياته بأنها كانت الأكمل والأكثر إنتاجاً وعاطفية من فترات حياته. في عام 1922 ظهرت رواية هيسه القصيرة «سدهارتا» التي أظهرت محبته للثقافة الهندية والفلسفة البوذية اللتان أثرتا عليه في فترة سابقة من حياته. وفي عام 1924 تزوج المغنية روث فينجر وهي ابنة الكاتبة ليزا فينجر، ومع ذلك فلم يكسب هذا الزواج أي اسقرار أو ثبات.
في عام 1923 حصل هيسه على الجنسية السويسرية. وأعماله المقبلة الرئيسية تضمنت: «كورجاست» (1925)، «رحلة نورمبيرج» (1927). وكانت جميعها روايات سير ذاتية. ومن ثم تبع ذلك رواية هيسه «ذئب البوادي» التي نُشرت في عام 1927. وفي الوقت الذي بلغ فيه هيسه الخمسين عاماً ظهرت أول سيرة ذاتية عنه كتبها صديقه هوغو بال، بعد نجاح روايته الأخيرة تزوج هيسه نينو دولبن وهي مختصة في تاريخ الفن وكانت زوجته الثالثة، وقد انعكس تأثير زواجه هذا في روايته القادمة «نرجس وفم الذهب» التي نُشرت في عام 1930. وفي عام 1931 انتقل هيسه مع زوجته من كازا كاموزي إلى منزل كبير بالقرب من بالقرب من مونتاجنولا، سمي ذلك البيت باسم كازا هيسه وبُني وفقاً لرغباته.
في عام 1931 بدأ هيسه يخطط لما سيصبح آخر أعماله الكبرى وهي روايته «لعبة الكريات الزجاجية»، وفي عام 1932 أصدر روايته القصيرة «رحلة إلى الشرق»، أما بالنسبة إلى رواية «لعبة الكريات الزجاجية» فقد نُشرت في عام 1943 في سويسرا. وفي عام 1946 تلقى جائزة نوبل في الأدب.

### حياته المتأخرة والوفاة
شاهد هيسه صعود النازية إلى الحكم باهتمام وقلق. وفي عام 1933 ساعد كل من توماس مان وبرتولت برشت في رحلتاهما إلى المنفى. وفي هذه الفترة سعى هيسه للوقوف ضد قمع نظام هتلر للأدب والفن الذي يعارض الفكر النازي. وكانت زوجة هيسه الأخيرة يهودية، وقد أعرب قبل ذلك بوقت طويل عن معارضته لمعاداة السامية. وانتُقد هيسه لعدم إدانته الحزب النازي علناً. وفي نهاية الثلاثينيات تم حظر أعمال هيسه من النشر، وتوقفت الصحف الألمانية عن نشر مقالاته.
كانت «لعبة الكريات الزجاجية» آخر روايات هيسه، وخلال السنوات العشرين الأخيرة من حياته كتب هيسه العديد من القصص القصيرة معظم مواضيع تلك القصص استسقاها من طفولته، ونشر كذلك عدد من القصائد كانت الطبيعة موضوعها الأساسي في الغالب، وإلى جانب ذلك فقد كتب هيسه عدداً من المقالات الساخرة حول ابتعاده عن الكتابة لفترات من حياته، وبعد حصوله على جائزة نوبل في 1946 تلقى هيسه عدداً هائلاً من الرسائل من الجيل الجديد من القراء الألمان الذي استكشف أعماله. توفي هيسه في التاسع من أغسطس من العام 1962، عن عمر 85 عاماً، ودفن في مونتاجنولا في المقبرة ذاتها التي قُبر فيها صديقه هوغو بال.

## التأثير
في كل بداية هناك قوة سحرية تحمينا وتساعدنا على العيش

## جوائز
- 1906: جائزة (Bauernfeld).
- 1928: جائزة (Mejstrik) لمؤسسة شيلر في فيينا.
- 1936: جائزة جوتفريد كيللر.
- 1946: جائزة غوته.
- 1946: جائزة نوبل للآداب.
- 1947: دكتوراة فخرية من جامعة برن.
- 1950: جائزة فلهلم رابه.
- 1954: Pour le Mérite.
- 1955: Friedenspreis des Deutschen Buchhandels.

## أعماله

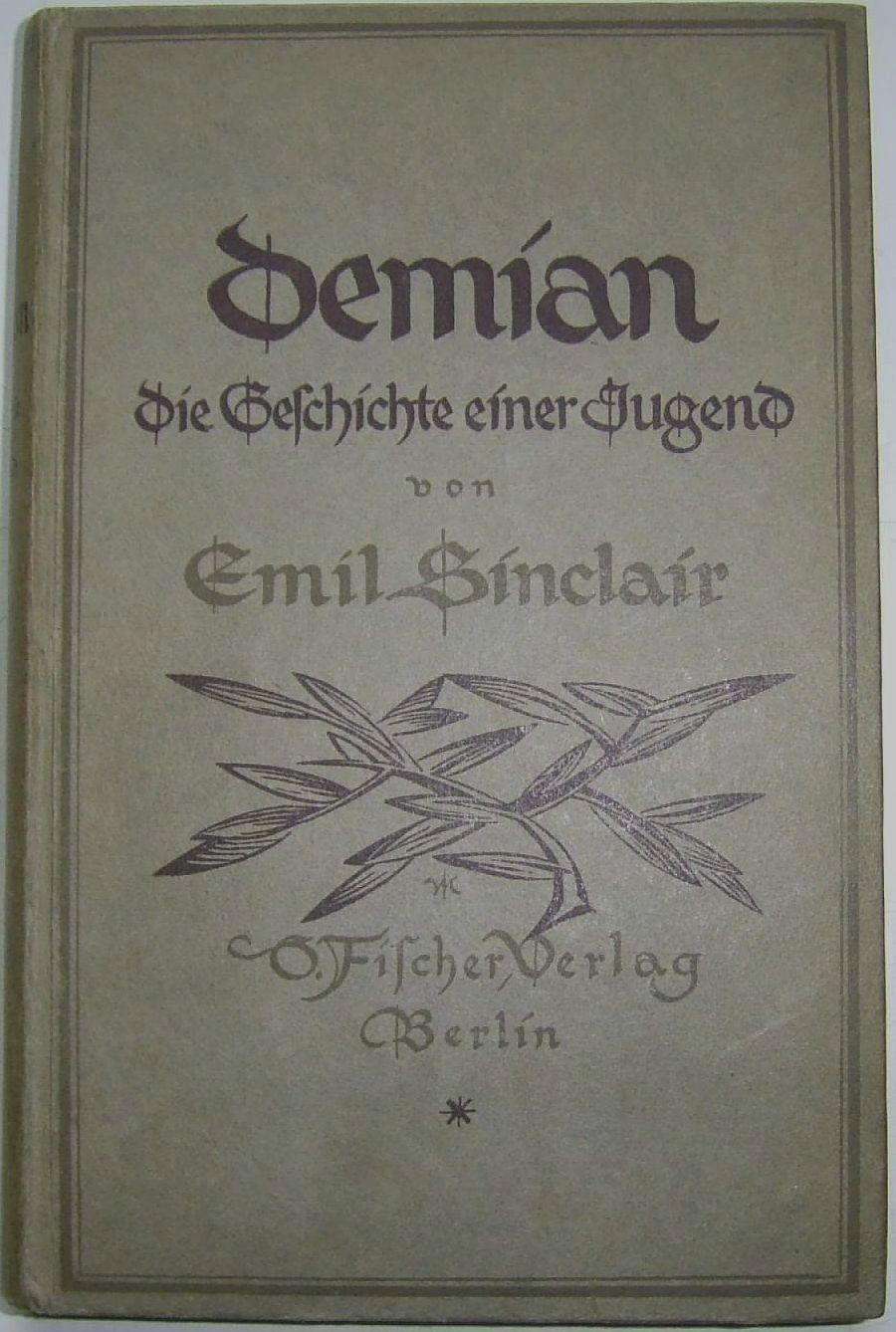
غلاف الطبعة الأولى (1919) من روايته "دميان"

بدا هرمان هيسه مشواره الأدبى بنشر مجموعة قصائد متفرقة خاصة تصدر في فيينا بأسم «دار الشعراء الالمان». وفي عام 1899 نشر ديوانا صغيرا بأسم (أغانى رومانتيكية). وفي العام نفسه نشرت له دار اويجين ديتريش في لا يبتسيج كتيبا بعنوان (ساعة بعد منتصف الليل).عبارة عن مجموعة من القطع النثرية.
التالي هو الأعمال الكبرى لهرمان هيسه مرتبة حسب تاريخ الصدور:
- 1899: «قصائد رومانسية» «Romantische Lieder» (ديوان شعر).
- 1899: «ساعة بعد منتصف الليل» «Eine Stunde hinter Mitternacht» (مجموعة شعرية).
- 1904: «بيتر كامينتسيند» «Peter Camenzind» (رواية تربوية)
- 1906: «تحت الدولاب» «Unterm Rad» (رواية).
- 1910: «جرترود» «Gertrud» (رواية فلسفية).
- 1914: «روسهالده» «Roßhalde» (رواية قصيرة).
- 1948-1914: «الحرب والسلام» «Krieg und Frieden» (سلسلة مقالات).
- 1915: «كنولب. ثلاث حكايات من حياة كنولب» «Knulp. Drei Geschichten aus dem Leben Knulps» (رواية تشردية).
- 1919: «دميان» «Demian» (رواية).
- 1919: «حكايات خرافية» «Märchen» (مجموعة قصص قصيرة).
- 1920: «نظرة في الفوضى» «Blick ins Chaos : Drei Aufsätze» (سلسلة مقالات).
- 1920: «كلينجزور في صيفه الأخير» «Klingsors letzter Sommer» (رواية قصيرة).
- 1922: «سدهارتا» «Siddhartha» (رواية).
- 1927: «ذئب البوادي» «Der Steppenwolf» (رواية).
- 1930: «نرجس وجولدمند» «Narziß und Goldmund» (رواية).
- 1932: «رحلة إلى الشرق» «Die Morgenlandfahrt» (رواية قصيرة).
- 1943: «لعبة الكريات الزجاجية» «Das Glasperlenspiel» (آخر رواياته).
- 1953: «قصائد» «Die Gedichte» (مجموعة شعرية).

## من أقواله
- حين تحتاج إلى شيء ما حاجه ماسه ثم تجده، فهذه لسيت مصادفه، إنها رغبتك الملحة واندفاعك الحار هما اللذان يقودانك إليه
- عليك أن تجرب المستحيل لتصل إلى الممكن.
- إذا كنت تكره شخصا ما فأنت تكره شيئا ما بداخلك تجده فيه، فما ليس بداخلنا لا يزعجنا.
- ليست وظيفة الحب أن تجلب السعادة، بل إني أعتقد أنه موجود ليبين لنا قدرتنا على الاحتمال.
- أفضل طريقة للتعامل مع المجانين أن تدعي أنك عاقل.
- أصحاب الشجاعة والشخصية القوية دائما ما يبدون أشرارا للآخرين.
- لم تصبح الجنة جنة إلا بعد أن طُرِدنا منها.
- يتغير كل شيء قليلا بمجرد أن يتم قوله.
- الأبد مجرد لحظة طولها يكفي بالكاد نكتة.
- دون كلمات أو كتابة أو كتب لم يكن ليوجد شيء اسمه تاريخ، ولم يكن ليوجد مبدأ الإنسانية.
- أنا لا أعتبر نفسي أقلّ جاهلة من كثير الناس، أنا قد كنت وسأظل باحث، غير أني وقفتُ لأستنطق النجوم والكتب; أنا قد بدأت أستمع للتعاليم التي يهمس بها دمي إليّ
- لو كرهت شخصًا ما، فأنت تكره شيءًا فيه هو جزء منك ذاتك، فالذي ليس جزء من ذواتنا لا يزعجنا «دميان»
- العالم بما هو عليه الآن، يريد أن يموت، يريد أن يهلك وسوف يفعل «دميان»
- العاطفة التي تدعو إليها ليست قوة روحانية لكنها احتكاك بين الروح والعالم الخارجي «اللعب على الكريات الزجاجية»
- كم كانت غامضة الحياة وكم هي عميقة وموحلة مياهها الجارية وكم هو واضح ونبيل ما يتولد منهما
- الوحدة استقلال.
- كنت أشتاق شوقاً حقيقياً لأن أعيش بشكل حقيقي ولو لمره واحده، أن أعطي شيئاً من نفسي للعالم، أن أدخل في علاقه ومعركه معه.
- إنك لا تخاف إلا حين لا تكون منسجماً مع نفسك. والناس خائفون لأنه لم يسبق لهم أن كانوا مسيطرين على أنفسهم.